# Gänsereiterbrunnen

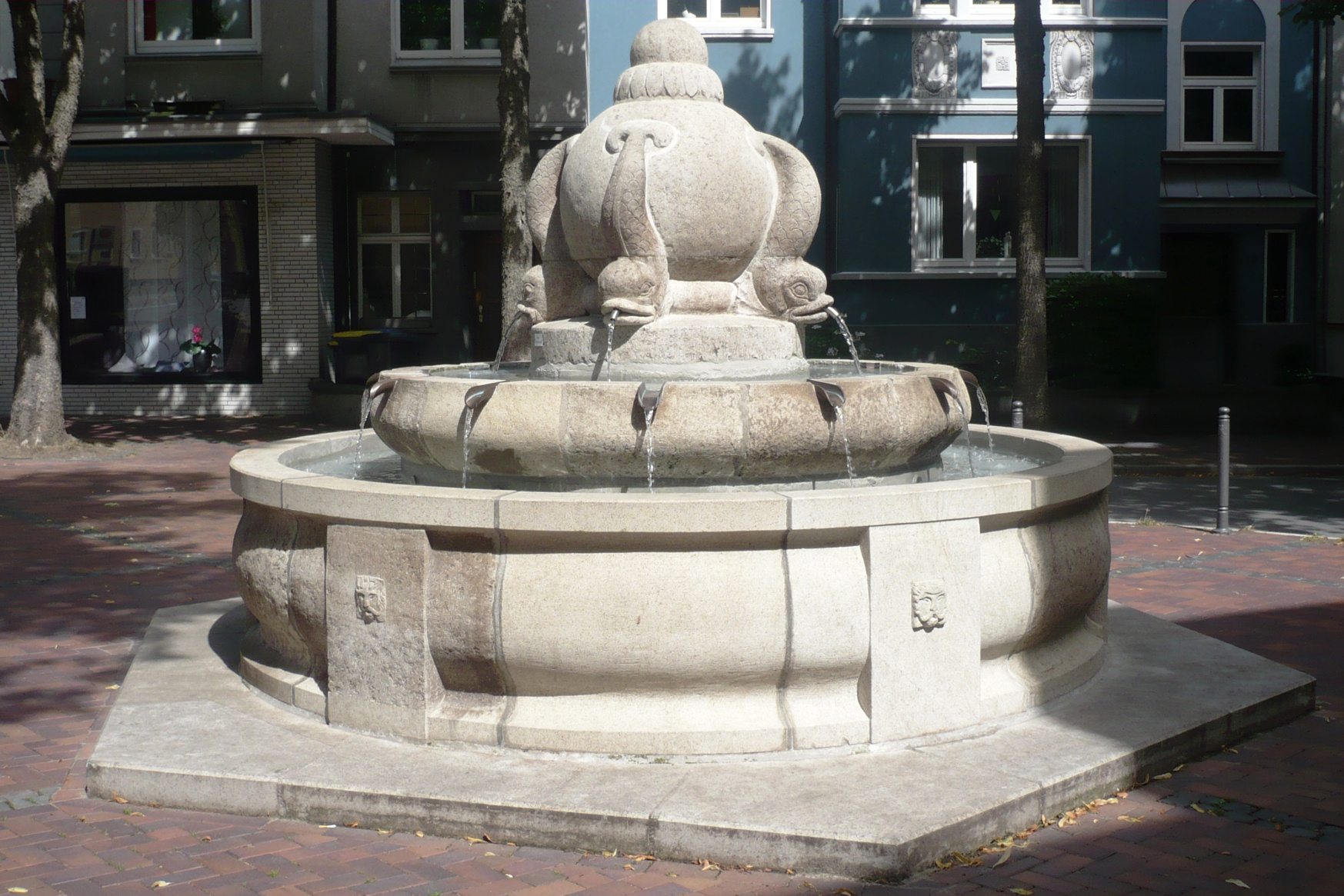
Gänsereiterbrunnen – 2010

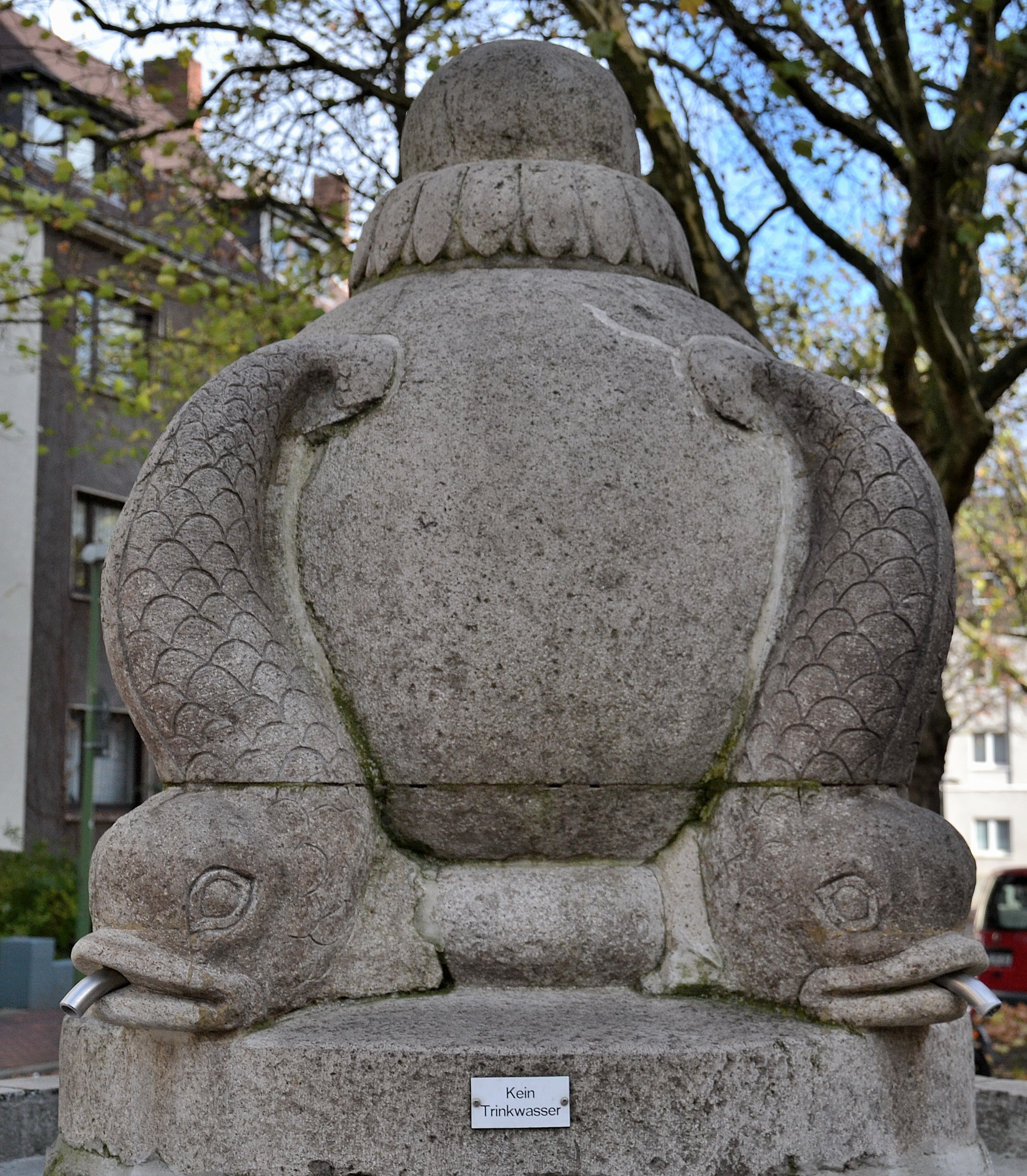
Brunnenkopf mit Delfinskulpturen

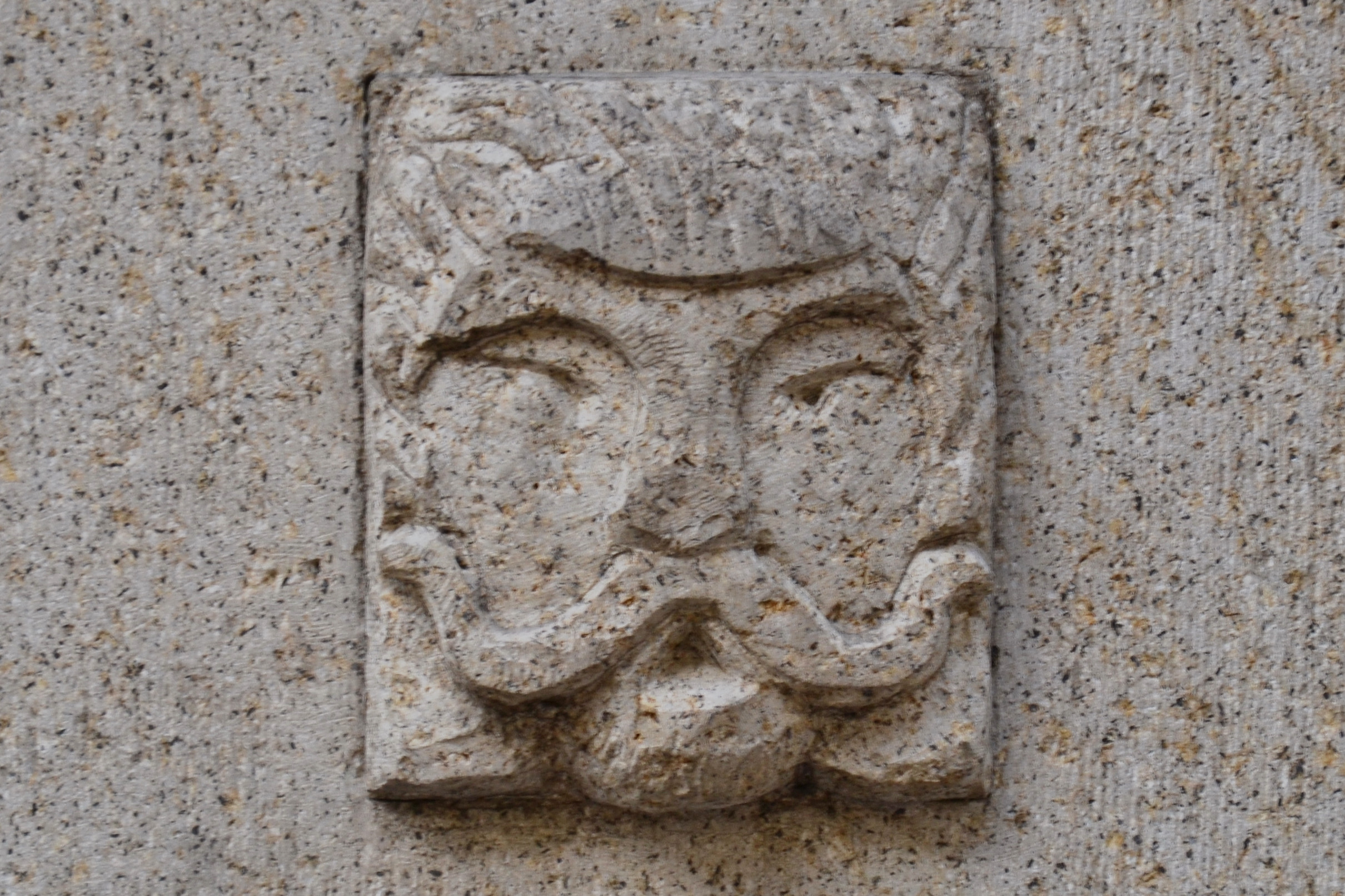
Bildnis im Brunnensockel

Der Gänsereiterbrunnen steht auf dem Platz hinter der Apostelkirche im Essener Stadtteil Frohnhausen. Er wurde 1913 errichtet und 1994 unter Denkmalschutz gestellt.

## Geschichte

### Entwurf und Entstehung
Der Entwurf des Brunnens stammt vom Hagener Architekten Ewald Wachenfeld, ausführender Bildhauer war William Ohly. Der Name Gänsereiterbrunnen geht auf den Volksbrauch des Gänsereitens zurück, der vermutlich bis Ende des 19. Jahrhunderts in Frohnhausen gepflegt wurde. Im Gespräch war bei der Brunnengestaltung eine Gänsreiterfigur und alternativ ein Hähnchen, das eine weitere Tradition im Stadtteil dargestellt hätte, nämlich den Karnevalsbrauch des Hahneköppens. Man entschied sich für eine feuervergoldete Bronzeplastik, die einen galoppierenden, jungen Reiter mit Hund zeigt, der entsprechend der Jahrhunderte alten Tradition versucht, einer an einem Galgen hängenden Gans den Kopf abzuschlagen. Würde der Reiter dies schaffen, wäre er zum Gänsekönig erklärt worden und hätte ein Preisgeld kassiert.
Die Kosten für den Gänsereiterbrunnen teilten sich der Essener Verschönerungsverein und die Stadt Essen, die noch heute Eigentümerin ist. An der Bonner Straße stehend (heutiger Straßenname: An der Apostelkirche), sollte der Brunnen als Schmuckanlage mit Bänken und sechs Lindenbäumen (drei davon stehen noch heute) das Apostelgemeindezentrum ergänzen und in erster Linie der Verschönerung des Stadtbildes dienen. Als einer von drei Frohnhauser Brunnen aus der Kaiserzeit zeugt er im späten Jugendstil von der Gestaltung einer durch Krupp geprägten Stadt.

### Kriegszerstörung
Durch Bombardierungen im Zweiten Weltkrieg wurde der Gänsereiterbrunnen unter den Trümmern der Apostelkirche begraben. Die von dem britisch-deutschen Bildhauer William Ohly stammende, feuervergoldete Bronzeplastik des nach einer Gans greifenden Reiters, die bis dahin den Brunnen krönte, fehlt seitdem. Während des Wiederaufbaus musste der auseinandergerissene Kern des Brunnens neu zusammengesetzt werden. Abgebrochene Teile aus Trachyt wurden in den Nachkriegsjahren durch verputztes Ziegelmauerwerk ersetzt. Der Brunnen erhielt keinen neuen Wasseranschluss, vor dem Krieg war er an eine Frischwasserleitung angeschlossen. Die Delphine und die damals üblichen Masken im Jugendstil schmückten den Brunnen später wieder, zeigen aber ohne die verlorene Bronzeplastik nicht mehr seine Namensgebung.

### Restaurierung 2008 bis 2010
Durch nur provisorischen Wiederaufbau nach dem Krieg und den späteren Umwelteinflüssen war der Brunnen äußerlich schwer in Mitleidenschaft gezogen, ebenso wie das Innere des Brunnens durch eingedrungenes Regenwasser. Im Januar 2008 wurde der stark restaurierungsbedürftige Jugendstilbrunnen im Rahmen von Bauarbeiten bei der Neugestaltung des Kirchplatzes teilzerlegt, eingelagert und in Sachsen restauriert. Ein Steinmetz aus Essen, Eugen Kalenborn, erhielt den Restaurierungsauftrag. Der aus 48 Natursteinelementen bestehende Brunnen wurde bis auf das feste Material abgeschält und erhielt die seit dem Krieg fehlenden 13 Natursteinelemente neu. Das benötigte Ersatzgestein, Trachyt vulkanischen Ursprungs, kommt aus Selters. Dazu bekam der Brunnen neue bronzene Überläufe. Die vier völlig verwitterten Delfinköpfe wurden erneuert. Der Brunnenkopf zerfiel bei der Restaurierung durch verrostetes Eisen in seinem Innern.
Der rund 30 Tonnen schwere Gänsereiterbrunnen steht seit November 2009 etwas in die Mitte des neu gestalteten Kirchplatzes versetzt. Er hat einen neuen Wasseranschluss erhalten, der nun wie heute üblich, mit einer Umwälzpumpe und einer Zisterne betrieben wird, um nicht ständig Frischwasser zu verbrauchen. Am 17. April 2010 fand die offizielle Einweihung und Inbetriebnahme des Brunnens statt.
Zur Finanzierung der Restaurierung sollten laut einer ersten äußerlichen Kalkulation zunächst rund 70.000 Euro benötigt werden. Die tatsächlichen Kosten lagen deutlich höher. Für Spendeneinnahmen sorgte unter anderem der Verein Frohnhauser Denkmäler und Kulturwerte e. V.